# Colonia 18 de Marzo, Guanajuato
Colonia 18 de Marzo är en ort i Mexiko.   Den ligger i kommunen Villagrán och delstaten Guanajuato, i den centrala delen av landet, 230 km nordväst om huvudstaden Mexico City. Colonia 18 de Marzo ligger 1 734 meter över havet och antalet invånare är 2 065.
Terrängen runt Colonia 18 de Marzo är huvudsakligen platt, men åt nordväst är den kuperad. Terrängen runt Colonia 18 de Marzo sluttar söderut. Runt Colonia 18 de Marzo är det tätbefolkat, med 411 invånare per kvadratkilometer. Närmaste större samhälle är Salamanca, 16,3 km väster om Colonia 18 de Marzo. Trakten runt Colonia 18 de Marzo består till största delen av jordbruksmark.